# Ctenolucius beani
Ctenolucius beani es una especie de peces de la familia Ctenoluciidae en el orden de los Characiformes.

## Morfología
Los machos pueden llegar alcanzar los 28,6 cm de longitud total.
- Número de  vértebras: 45-48.[1][2]

## Hábitat
Es un pez de agua dulce y de clima tropical (23 °C-26 °C).

## Distribución geográfica
Se encuentran en América: ríos  Atrato y  San Juan (noroeste de Colombia) y ríos de la costa  pacífica de Panamá.